# 우룽
우룽(Wulong, 舞龍)은 백악기 전기 아시아에서 살았던 수각류 공룡이다. 속명의 뜻은 '춤추는 용'이다.

## 특징
쭉 뻗은 긴 꼬리와 길쭉한 두개골, 날카로운 이빨들을 지녔으며 꼬리 끝에는 지금의 케찰처럼 기다란 한 쌍의 깃털이 나 있는 게 가장 큰 특징이다. 울롱의 모식표본은 성체가 아니라 아성체인데도 화려한 깃털을 가지고 있다는 점에서 특기할 만하다. 울롱의 깃털은 조류의 깃털과 다른 방식으로 성장했거나, 아직 인류가 모르는 다른 어떤 용도가 있었을 것으로 추정된다.
공룡 착색 연구에 따라 몸 색깔이 밝혀진 공룡이기도 하다. 몸통은 회색이었고, 발에는 보는 각도에 따라 무지개색으로 보이는 깃털이 있었다고 한다.